# Hugo Boy Monachus
Hugo Boy Monachus (waarschijnlijk afkomstig van Dordrecht, werkzaam omstreeks 1400) was een componist uit de middeleeuwen.
Het enige van hem bewaard gebleven muziekstuk, geschreven in de balladestijl van het eind van de 14e eeuw, is het Nederlandse driestemmige lied Genade Venus, vrouwe tzart.
Het wordt bewaard in een van de zogenaamde Hollandse Hof-fragmenten (waaruit ook het oeuvre van Martinus Fabri is gekend), met name in het handschrift MS BPL 2720 van de Universiteitsbibliotheek Leiden. Van dit lied is enkel de cantus volledig bewaard gebleven.